# كونراد فون ماورر
كونراد فون ماورر (بالألمانية: Konrad von Maurer )‏ (و. 1823 – 1902 م) هو مؤرخ، وأستاذ جامعي ألماني، ولد في فرانكنتال، وكان عضوًا في الأكاديمية البافارية للعلوم والعلوم الإنسانية، والأكاديمية الملكية الدنماركية للعلوم والآداب، والأكاديمية البروسية للعلوم، توفي في ميونخ، عن عمر يناهز 79 عاماً.

## جوائز
حصل على جوائز منها:
- النيشان البافاري الماكسيميلياني للعلوم والفن (1876)
- Order of Saint Michael (Bavaria) [الإنجليزية]‏.